# Orbis, Donnersberg
Orbis là một đô thị thuộc huyện Donnersberg, trong bang Rheinland-Pfalz, phía tây nước Đức. Đô thị Bennhausen có diện tích 5,68 km² và dân số 690 người (thời điểm ngày 31 tháng 12 năm 2006).